# 冰岛国民银行
冰岛国民银行（官方名称为），又译冰岛国家银行，是冰岛的一家银行。冰岛国民银行在冰岛也常称为Landsbankinn（字面意思为"国有银行"）。

## 历史
2008年10月7日，冰岛金融监管局接管了冰岛国民银行。